# مای ناکامورا (شناگر)
مای ناکامورا (انگلیسی: Mai Nakamura؛ زادهٔ ۱۳ ژانویهٔ ۱۹۸۹) ورزشکار شنای موزون اهل ژاپن است.
وی در مسابقات کشوری و بین‌المللی در مجموع برندهٔ ۴ مدال طلا، ۴ مدال نقره، ۶ مدال برنز شده‌است.